# São Francisco de Paula (Rio Grande do Sul)
São Francisco de Paula è un comune del Brasile nello Stato del Rio Grande do Sul, parte della mesoregione del Nordeste Rio-Grandense e della microregione di Vacaria.
La cittadina prende il nome del santo italiano, patrono della Calabria: san Francesco di Paola